# Kutoanyar (Tulungagung)
Kutoanyar is een bestuurslaag in het regentschap Tulungagung van de provincie Oost-Java, Indonesië. Kutoanyar telt 5148 inwoners (volkstelling 2010).